# Somewhere Outside
Somewhere Outside – Etellerandetstedudenfor er et dobbeltalbum med 9 postpunkbands fra Jylland og Fyn udgivet af pladeselskabet Irmgardz. Albummet anses som en musikhistorisk væsentlig udgivelse, der dokumenterer nogle af de fremtrædende postpunkgrupper udenfor København i årene 1982-83.

## Koncept
Somewhere Outside kan opfattes som et søsterkoncept til albummet Concert Of The Moment også udgivet af Irmgardz. Men hvor Concert Of The Moment stort set kun fokuserede på punk- og postpunkgrupper fra København og omegn samt 3 svenske, sætter Somewhere Outside fokus på grupper udenfor Storkøbenhavn, nemlig Århus (Moral, Inspiration For scanners, Crap), Haderslev (Tristan T, Escape Artists), Ålborg (World In Motion), Viborg (Næste Uges TV), Nyborg (Poets Of The Signature) og Sorø (De Tilfældige Fra I går). Alle disse grupper var generelt udenfor mediernes og dermed de fleste musikforbrugeres søgelys pga. deres placering i kongeriget. Dette ville Irmgardz afhjælpe med denne udgivelse.

## Udgivelse
Somewhere Outside – Etellerandetstedudenfor Irmgardz IRMG08 blev udsendt i maj 1983 som dobbelt vinylalbum. Udgivelsen blev støtte af Statens Musikråd.
November 2009 udsendtes Somewhere Outside på cd på Karma KMCD 101009.

## Track List
Side 1

1. Moral – Frosty Nights

2. Moral – The Average Life

3. Moral – Whispering Sons

4. Inspiration For Scanners – Gråd I Krogene

5. Inspiration For Scanners – Selvlysende Børn

6. Inspiration For Scanners – Metalkværn

7. Inspiration For Scanners – Smukke Unge Mænd

8. Inspiration For Scanners – 7 x Ve
Side 2

1. Escape Artists – The Pain

2. Escape Artists – The Voice 

3. Escape Artists – The Loneliness

4. Crap – Fight Conscription

5. Crap – Social Eye

6. Crap – Romance
Side 3

1. Næste Uges TV – Hvide Flag

2. Næste Uges TV – Ærlige Brugte

3. Næste Uges TV – Island

4. Tristan T – Udsalgsengle

5. Tristan T – Isolde

6. Tristan T- Nordlys
Side 4

1. World In Motion – Sonntag

2. World In Motion – Senseless

3. World In Motion – Subject

4. Poets Of The Signature – Mein Messerschmidt Ist Tot

5. Poets Of The Signature – Dont Jerk It In Your Foot

6. Poets Of The Signature – Attack On The Beach

7. De Tilfældige Fra I går – De Forbudte

## Medvirkende
Moral:

Hanne Winterberg: Vokal

Marco Andreis: Guitar

Ingolf Brown: Synth
 (1956-2012)

Inspiration For scanners:

Odd Bjertnæs: Guitar, Vokal

Jens Bønding: Violin

Daniel Tremens: Bas

Majka Bjørnager: Trommer

Kim Grønborg: Saxofon

Escape Artists:

Søren Laugesen: Bas, Vokal

Benny Woitowitz: Trommer

Torben Johansen: Guitar, Vokal

Crap:

Michael Dahlström: Vokal

DAn Sørensen: Guitar

Enrico Andreis: Trommer

Jan Key Nielsen: Bas

Næste Uges TV:

Jens Unmack Larsen: Guitar, Vokal

René Tronborg: Bas

Christian Højgård: Synth, Guitar, Vokal

Hjarne Pedersen: Trommer 

Tristan T:

Bo Laursen: Guitar

Jan Laursen: Orgel, Vokal, Synth

Benny Woitowitz: Bas, Synth, Trompet, Tromme

World In Motion:

Pia Kofoed: Vokal

Niels Fabæk: Bas

Mogens Jacobsen: Trommer, Synth, Guitar, Vokal

Poets Of The Signature:

The Dwarf (Troels Bech): Guitar, Bas, Trommer, Vokal

Friedrich (Lars K. Andersen): Tekst, Idéoplæg

De Tilfældige fra I Går:

Jan Krogsgård: Vokal, Guitar, Trompet, Tangentinstrumenter, Træstamme, Knive, Glasplade, Krystalglas, Metal

Henrik Leschly: Guitar, Vokal, Knive, Krystalglas, Metal

Søren Laursen: trommer, Metallofon, Basxylofon, Knive, Krystalglas, Metal

Amor: Vokal

Vibeke Krogsgård: Vokal

Optaget i Karma Studios.

Tekniker: Tømrerclaus.

Producere: Ken Revoltaire (Kenan Seeberg), Søren Kirkegård og Bob No Hope.

## Eksterne kilder
Torben Bille (red.) (1997). Politikens Dansk Rock 1956-1997. Politiken. ISBN 978-87-567-6201-4.

Jan Poulsen (2010) Something Rotten! Punk i Danmark. Gyldendal. ISBN 978-87-02-08288-3.

Substans hjemmesiden http://substans.info/somewhere.htm Arkiveret 3. august 2008 hos  Wayback Machine

Dansk Punk & New Wave 1977-2002 http://www.garagerock.dk/index.discography.list.php

Geiger anmeldelse 2010 http://www.geiger.dk/anmeldelser/anmeldelse.php?id=3438 (Webside+ikke+længere+tilgængelig)